# Adrian Thaws (album)
Adrian Thaws è il decimo album in studio del musicista trip hop inglese Adrian Thaws, noto come Tricky. Il disco è stato pubblicato nel 2014.

## Tracce
1. Sun Down (feat. Tirzah) – 3:42
2. Lonnie Listen (feat. Mykki Blanco & Francesca Belmonte) – 3:16
3. Something in the Way (feat. Francesca Belmonte) – 3:25
4. Keep Me in Your Shake (feat. Nneka) – 3:27
5. The Unloved (Skit) – 1:10
6. Nicotine Love (feat. Francesca Belmonte) – 3:07
7. Gangster Chronicles (feat. Bella Gotti) – 3:00
8. I Had a Dream (feat. Francesca Belmonte) – 2:38
9. My Palestine Girl (feat. Blue Daisy) – 3:33
10. Why Don't You (feat. Bella Gotti) – 3:33
11. Silly Games (feat. Tirzah) (Janet Kay cover) – 3:37
12. Right Here (feat. Oh Land) – 2:59
13. Silver Tongue - When You Go – 0:48

## Campionamenti
- Nella quarta traccia Keep Me in Your Shake viene campionato il brano Heaven Beside You degli Alice in Chains.
- Nel brano Gangster Chronicles viene campionata la canzone Planetary Citizen del gruppo statunitense Mahavishnu Orchestra.